# ورنق
ورنق هي قرية في مقاطعة تبريز، إيران. عدد سكان هذه القرية هو 470 في سنة 2006.